# To the Moon
To the Moon — четверта гра дизайнера і композитора Кана Ґао та перший комерційний проект його незалежної студії Freebird Games. За жанром гра — пригодницька рольова інді-гра розповідь, зосереджена на сюжеті. Боївка в To the Moon повністю відсутня.
Гра створена на рушії RPG Maker і випущена 1 листопада 2011.
Спочатку гра поширювалася виключно за допомогою офіційного сайту розробника, доки 8 вересня 2012 вона не з’явилася в сервісах цифрової дистрибуції Steam, Origin та GOG.com.
На офіційному сайті розробника доступна пробна версія гри тривалістю в 1 годину.

## Історія
To the Moon — це надзвичайна історія двох лікарів, які мандрують спогадами помираючих людей для виконання їхніх передсмертних бажань.
У зв’язку зі специфікою і складністю операції, нове життя — останнє, що пам’ятатимуть пацієнти, перш ніж зробити свій останній вдих перед смертю. Саме тому такі операції проводяться тільки людям на смертному одрі, щоби виконати їхнє бажання, яке вони самі не змогли втілити в життя.
У цій історії двоє лікарів намагаються здійснити мрію літнього чоловіка Джонні. З кожним кроком далі у спогади відкриваються нові фрагменти минулого Джонні. Збираючи до купи заплутані та загадкові події його життя, доктор Єва Розалін та доктор Ніл Воттс намагаються зрозуміти, чому саме кволий старий обрав таке дивне останнє бажання.
А мрія Джонні полягає в тому, що він… бажає полетіти на Місяць.

## Звукова доріжка (саундтрек)
Саундтрек гри To the Moon зібрав вельми позитивні відгуки від багатьох критиків. Він місить музичні твори Кана Ґао і пісню Лори Шиґігари «Everything's Alright». Саундтрек з’явився в сервісі Bandcamp 4 листопада 2011 року. Він містить 31 композицію загальною тривалістю 53 хвилини 5 секунд.
1. «To The Moon — Main Theme» [04:56]
2. «Between a Squirrel and a Tree» [01:18]
3. «Spiral of Secrets» [01:06]
4. «For River — Piano (Sarah & Tommy's Version)» [02:58]
5. «Bestest Detectives in the World» [01:15]
6. «Too Bad So Sad» [00:08]
7. «Teddy» [00:42]
8. «Uncharted Realms» [01:08]
9. «Having Lived» [01:21]
10. «Moonwisher» [02:10]
11. «Born a Stranger» [01:41]
12. «For River — Piano (Johnny's Version)» [01:39]
13. «Lament of a Stranger» [01:05]
14. «Everything's Alright (Music Box)» [00:40]
15. «Moongazer» [02:15]
16. «Anya by the Stars» [02:15]
17. «Take Me Anywhere» [00:59]
18. «Warning (AKA best track ever)» [00:09]
19. «Beta-B» [01:06]
20. «World's Smallest Ferris Wheel» [00:35]
21. «Once Upon a Memory» [02:25]
22. «Once Upon a Memory (Piano)» [01:35]
23. «Laura Shigihara — Everything's Alright» [03:25]
24. «Everything's Alright (Reprise)» [00:58]
25. «Tomorrow» [02:10]
26. «Launch» [01:57]
27. «To the Moon — Piano (Ending Version)» [05:15]
28. «Eva's Ringtone» [00:04]
29. «Trailer Theme — Part 1» [01:43]
30. «Trailer Theme — Part 2 (feat. Laura Shigihara)» [01:49]
31. «Trailer Theme — Part 2 (Instrumental)» [02:00]

## Відгуки
| Агрегатор    | Оцінка  |
| ------------ | ------- |
| GameRankings | 80,72 % |
| Metacritic   | 81/100  |

| Видання     | Оцінка    |
| ----------- | --------- |
| Eurogamer   | 9/10      |
| GamePro     | 5/5 зірок |
| GameSpot    | 8,0/10    |
| GamesRadar+ | 4/5 зірок |

В цілому To the Moon отримала неймовірно позитивні відгуки від критиків, які відзначили чарівний сюжет і приголомшливий саундтрек. Гра має середній рейтинг 81 зі 100 на Metacritic та 80,72 % на Game Rankings.
На GameSpot в номінації «Гра року 2011», To the Moon отримала нагороду «Найкраща історія», тим самим обійшовши Catherine, Ghost Trick: Phantom Detective, Portal 2 і Xenoblade Chronicles, які також були виставлені на голосування в цій категорії. Також To the Moon була номінована в категоріях «Найкраща музика», «Найбільш незабутній момент», «Найкраще написання сценарію/діалогу», «Найкраща кінцівка» і «Пісня року». Також гра мала найвищий рейтинг від гравців за 2011 рік на Metacritic.
|             | Як пояснити, чому вона чудова, без спойлерів? |
| — Eurogamer |                                               |

|            | To the Moon - гра, яку ви зобов'язані пройти. |
| — GameSpot |                                               |

|                      | Вона проста, зворушлива, душевна. |
| — PC World (GamePro) |                                   |

Гра входить до 25 найкращих локалізацій українською в Steam [Архівовано 27 липня 2019 у Wayback Machine.]

## A Bird Story
7 листопада 2014 року Freebird Games випустили експериментальний проект: A Bird Story. Це одногодинна гра без тексту і з мінімальною кількістю дій від гравця. Фактично, це анімований мультфільм, де гравці спостерігають за досить важливим епізодом з життя одного хлопчика. Він знаходить поранену пташку і вирішує вилікувати її. І ця пташка стає для нього найближчим другом. Гра вміло переплітає реальність, фантазію та мрії маленького хлопчика.

## Міні-епізоди
Кан Ґао створив два додаткових безкоштовних міні-епізоди до To the Moon, присвячених різдвяним святам. Міні-епізоди безкоштовні для завантаження усім власникам To the Moon.
Дія обох доповнень відбувається під час Різдва в офісі корпорації «Зигмунд», де працюють Єва Розалін та Ніл Воттс. Сюжети знайомлять нас із колегами героїв гри, їхніми стосунками та проблемами. Також міні-епізоди містять кілька натяків/сюжетних початків, які змушують замислитися про всі події, які відбувалися у To the Moon.

## Продовження
14 грудня 2017 року вийшло продовження гри To the Moon — Finding Paradise. Гра є прямим продовженням першої частини, хоча для ознайомлення із сюжетом не вимагає гри у неї. Але сам розробник рекомендує завершити спочатку To the Moon, міні-епізоди та A Bird Story, тому що всі разом вони складають повнішу картину та дають відповіді на певні запитання, а також породжують нові.

## Переклад
Варто зазначити, що сам проект локалізації було розпочато волонтерами на початку 2015 року, коли волонтери Олена та Аркадій (з Москви!) вирішили зробити щось приємне для ігрового світу. Зупинилися на To the Moon і його українізації. Написали розробнику, отримали дозвіл, створили тему на форумі, і до перекладу долучилися ще двоє волонтерів — Юрій з Донецька та Максим із Павлограда. Тобто із самого початку зібралася надзвичайно цікава команда. Впродовж двох років вони перекладали, поки були сили, і, зрештою, Юрій наприкінці 2016 року попросив допомоги у STS UA. Daine і Rayfulrand відгукнулися, допереклали, відредагували та відтестували текст.
Всього у грі близько 38 000 слів (основна гра To the Moon) та по 4 000 слів у кожному з міні-епізодів.
Офіційний переклад двох додаткових міні-епізодів закінчив Rayfulrand.